# Маруша Нарушевич
Маруша Нарушевич (*бл. 1556  — 1603) — представниця українського князівського та магнатського роду.

## Життєпис
Походила з впливового роду Збаразьких гербу Корибут. Старша донька князя Юрія Збаразького та його першої дружини католички Щенсни Насиловської. Народилася у 1556 або 1557 році. Здобула домашню освіту. Тривалий час мешкала з батьком у Пінську. 1580 року втратила батька.
Була під опікою мачухи Варвари Козинської. Водночас спадком Маруши опікувався стрийко Стефан. У 1581 році вийшла заміж за кальвініста Миколу Нарушевича, ловчого Великого князівства Литовського. Після цього доручила чоловікові повернути свою спадщину. Остаточно це вдалося досягти у 1584 році, коли 2 серпня відбулася відповідна угода.
У 1588 році після призначення чоловіка каштеляном Жмудським перебирається до столиці Литви — Вільно (сучасне м. Вільнюс). Була меценаткою, опікувалася католицькими церквами та іншими установами. Померла до 1597 року. Після її смерті Нарушевич у 1601 році продав частку Маруши Янушу Збаразькому. У 1603 році після смерті її чоловіка Марушу було перепоховано в кафедральному костелі Вільно.

## Родина
Чоловік — Микола Нарушевич.
Діти:
- Барбара, дружина: 1) Анджея Прокопича Дольського, королівського секретаря, підкоморія вільковиського; 2) Ежі Казимира Красицького
- Петро
- Станіслав